# Ґеорґе Міронеску
Ґеорґе Міронеску (рум. Gheorghe Mironescu; *28 січня 1874, Васлуй — †9 жовтня 1949, Бухарест) — румунський адвокат, політик і прем'єр-міністр Румунії.

## Біографія
В 1891 Міронеску вивчав літературу і філософію в Бухарестському університеті. Потім навчався в Парижі, де в 1898 отримав ступінь доктора юридичних наук. Після цього працював у Румунії адвокатом, а також міністром сільського господарства, промисловості й торгівлі. У 1906 Міронеску був призначений професором юридичного факультету Бухарестського університету (рум. Facultatea de Drept a Universității din București), цю посаду він займав до своєї відставки в 1939.
З 10 листопада 1928 по 7 червня 1930 в уряді Юліу Маніу був міністром закордонних справ, а з 10 жовтня 1930 протягом декількох днів прем'єр-міністром країни. Протягом трьох років до влади в країні прийшло 8 урядів, це призвело до послаблення парламентської демократії на користь румунського короля Карла II та Міронеску все ще займав пост міністра фінансів, міністра внутрішніх справ і міністра закордонних справ.
31 травня 1939 став почесним членом Румунської Академії.
Помер 9 жовтня 1949 у віці 75 років в Бухаресті.